# Takakkawia
Takakkawia — рід викопних губок з класу звичайних губок. Відомі з середньокембрійської сланцевої формації Берджесс (англ. Burgess Shale Formation), розташованої в Скелястих горах на території Британської Колумбії (південний захід Канади). Вік скам'янілостей становить близько 513—505 млн років. 1377 екземплярів, що належать до цього роду, були знайдені у Великому пласті лістоногіх раків (англ. Greater Phyllopod bed), де вони становлять близько 2,5 % загальної кількості скам'янілостей. Латинська назва роду дана на честь водоспаду Такаккау в національному парку Йохо.